# Qualcosa che vale
Qualcosa che vale (Something of Value) è un film del 1957 diretto da Richard Brooks.
È un film drammatico statunitense con Rock Hudson, Sidney Poitier, Dana Wynter e Frederick O'Neal. È basato sul romanzo del 1955 Something of Value di Robert C. Ruark. È incentrato sulle vicende relative alla rivolta dei Mau-Mau in Kenya e vede come protagonisti un colono bianco (interpretato da Hudson) e un nativo (interpretato da Poitier), due uomini cresciuti insieme che hanno poi intrapreso strade diverse.

## Trama
Kenya, 1940. I membri della tribù Kikuyu lavorano nella fattoria di Henry McKenzie. Due giovani, Kimani, nativo del Kenya, e Peter, figlio di Henry, sono cresciuti insieme, quasi come fratelli.

## Produzione
Il film, diretto e sceneggiato di Richard Brooks sul soggetto di Robert C. Ruark (autore del romanzo), fu prodotto da Pandro S. Berman per la Metro-Goldwyn-Mayer e girato negli studios della MGM a Culver City, in California, e, per gli esterni, in Kenya (a Nairobi e nell'area di Nanyuki). Nel film sono incluse alcune riprese dei rituali della tribù dei Kikuyu, mai ripresi o fotografati prima di allora. Secondo l'autobiografia di Hudson, durante il suo soggiorno nel corso delle riprese in Kenya, Poitier dovette affrontare diversi rifiuti da parte di albergatori e ristoratori, restii a servirlo perché nero.

## Distribuzione
Il film fu distribuito con il titolo Something of Value negli Stati Uniti dal giugno del 1957 (première a New York il 10 maggio 1957) al cinema dalla Metro-Goldwyn-Mayer. È stato redistribuito anche con il titolo Africa Ablaze.
Altre distribuzioni:
- in Austria nel settembre del 1957 (Flammen über Afrika e Die schwarze Haut)
- in Svezia il 23 settembre 1957 (Någonting av värde)
- in Finlandia il 25 ottobre 1957 (Musta kiihko)
- in Germania Ovest il 1º novembre 1957 (Flammen über Afrika)
- in Francia il 14 marzo 1958 (Le carnaval des dieux)
- in Danimarca il 1º giugno 1959 (Panga)
- in Turchia il 26 marzo 1960 (Insan avcilari)
- in Spagna il 22 gennaio 1962 (Sangre sobre la tierra)
- in Finlandia il 25 aprile 1969 (re-release)
- in Polonia (Cos wartosciowego)
- in Grecia (Eleftheria i thanatos)
- in Portogallo (O Carnaval dos Deuses)
- in Brasile (Sangue Sobre a Terra)
- in Ungheria (Valami érték)
- in Italia (Qualcosa che vale)

## Critica
Secondo il Morandini la prima parte del film risulterebbe "ammirevole" e "ineccepibile" ma la seconda parte perde colpi proprio quando bisognerebbe tirare le conclusioni. Inoltre, "in un periodo in cui i massmedia demonizzavano il movimento indipendentista dei Mau-Mau, fu, a modo suo, un film di controinformazione". Secondo Leonard Maltin risultano "bravi Hudson e Poitier", mentre la "Hiller è memorabile".